# Corps gauche
Pour les articles homonymes, voir Corps.
En mathématiques, un corps gauche ou anneau à division (parfois simplement appelé corps, voir plus bas) est une des structures algébriques utilisées en algèbre générale. C'est un ensemble muni de deux opérations binaires rendant possibles certains types d'additions, de soustractions, de multiplications et de divisions. Plus précisément, un corps gauche est un anneau dans lequel l'ensemble des éléments non nuls est un groupe pour la multiplication.
Un corps gauche dont la multiplication est commutative est appelé « corps commutatif ». Certains auteurs (dont Bourbaki) appellent simplement « corps » un corps gauche, tandis que d'autres réservent cette dénomination aux corps commutatifs. On renvoie à l'article Corps (mathématiques) pour plus de détails.

## Définition
Un corps gauche est un anneau (unitaire) non nul dans lequel tout élément non nul a un inverse. Dit autrement, c'est un anneau dans lequel les éléments non nuls forment un groupe pour la multiplication.

## Exemples
- Tout corps commutatif est un corps gauche.
- L'exemple le plus célèbre de corps gauche non commutatif est celui des quaternions, découvert par William Rowan Hamilton en 1843.
- Soit {\displaystyle \sigma :\mathbb {C} \rightarrow \mathbb {C} } un automorphisme de corps. Soit {\displaystyle \mathbb {C} ((z,\sigma ))} l'anneau des séries de Laurent formelles à coefficients complexes avec la loi multiplicative définie de la façon suivante : au lieu de simplement autoriser les coefficients à commuter avec l'indéterminée {\displaystyle z}, pour {\displaystyle \alpha \in \mathbb {C} }, on pose {\displaystyle z^{i}\alpha :=\sigma ^{i}(\alpha )z^{i}} pour  {\displaystyle i\in \mathbb {Z} }. Si {\displaystyle \sigma } est un automorphisme non trivial du corps des complexes (par exemple la conjugaison), alors l'anneau des séries de Laurent formelles correspondant est un corps gauche non commutatif.

## Résultats
- Un théorème de Wedderburn assure que tout corps gauche fini est commutatif.
- Étant donné un module simple sur un anneau (unitaire) R, l'anneau des endomorphismes de ce module est un corps gauche, a priori non commutatif même si R l'est. C'est une des nombreuses formes du lemme de Schur[1].
- Le centre d'un corps gauche K est par définition l'ensemble Z(K) = {x ∈ K | ∀y ∈ K, xy = yx}. C'est un corps commutatif. De ce fait, un corps gauche est naturellement muni d'une structure d'algèbre associative sur un corps commutatif ; c'est un cas particulier d'algèbre à division. Lorsque la dimension de K sur son centre est finie, on montre qu'elle est un carré[2].